# Eurhadina saageri
Eurhadina saageri är en insektsart som beskrevs av Wagner 1937. Eurhadina saageri ingår i släktet Eurhadina och familjen dvärgstritar. Inga underarter finns listade i Catalogue of Life.